# Lorenzo Martínez
Lorenzo Martínez Cordero (ur. 5 września 1951) – kubański siatkarz, medalista igrzysk olimpijskich.

## Życiorys
Martínez był w składzie reprezentacji Kuby, która wywalczyła złoto podczas igrzysk panamerykańskich 1971 w Cali. Zadebiutował na igrzyskach olimpijskich w 1972, w Monachium. Rozegrał wówczas cztery z pięciu meczów fazy grupowej oraz spotkanie o 9. miejsce przegrane z reprezentacją Polski. W 1975 zdobył złoty medal na igrzyskach panamerykańskich w Meksyku. Po raz kolejny na igrzyskach olimpijskich wystąpił na 1976, w Montrealu. Zagrał wówczas we wszystkich czterech meczach fazy grupowej, przegranym półfinale ze Związkiem Radzieckim oraz zwycięskim pojedynku o brąz z Japonią.